# Nyctunguis pholeter
Nyctunguis pholeter är en mångfotingart som beskrevs av Crabill 1958. Nyctunguis pholeter ingår i släktet Nyctunguis och familjen småjordkrypare. Inga underarter finns listade i Catalogue of Life.